# Microrégion de Toledo
La microrégion de Toledo est l'une des trois microrégions qui subdivisent l'ouest de l'État du Paraná au Brésil.
Elle comporte 21 municipalités qui regroupaient 340 095 habitants en 2006 pour une superficie totale de 8 755 km².

## Municipalités[1]
- Assis Chateaubriand
- Diamante d'Oeste
- Entre Rios do Oeste
- Formosa do Oeste
- Guaíra
- Iracema do Oeste
- Jesuítas
- Marechal Cândido Rondon
- Maripá
- Mercedes
- Nova Santa Rosa
- Ouro Verde do Oeste
- Palotina
- Pato Bragado
- Quatro Pontes
- Santa Helena
- São José das Palmeiras
- São Pedro do Iguaçu
- Terra Roxa
- Toledo
- Tupãssi